# Maximilian Gritzner

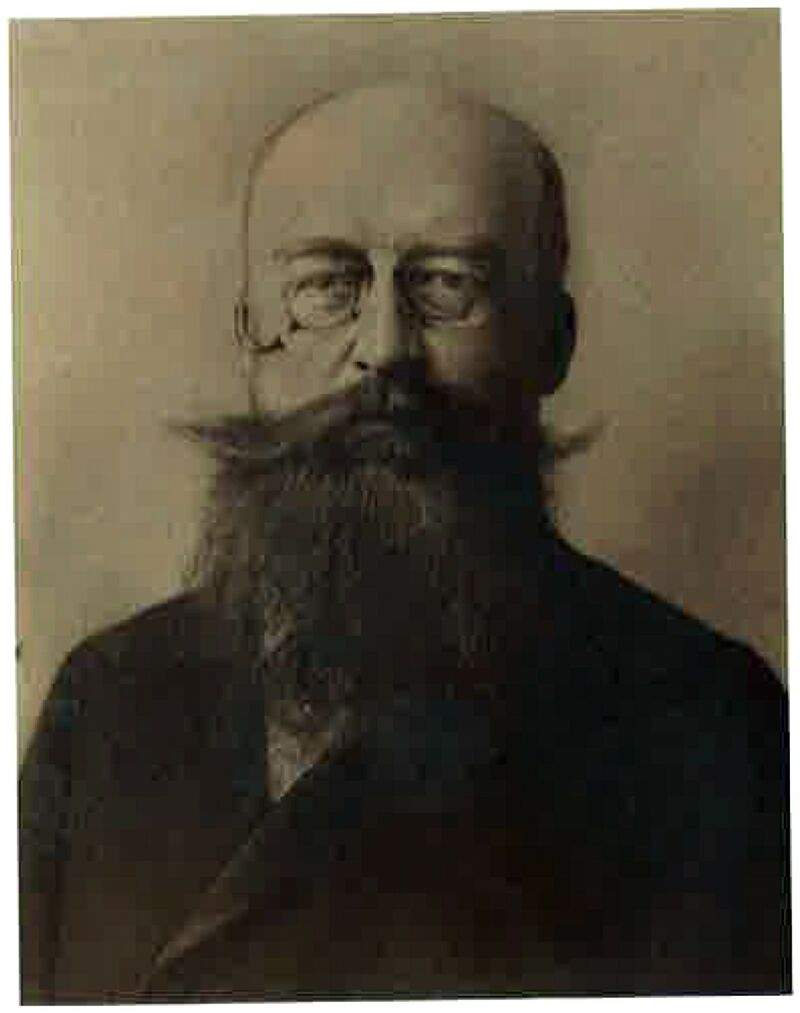
Maximilian Gritzner (1843–1902)

Wappen der ehemaligen Landgemeinde Steglitz, entworfen von Maximilian Gritzner

Maximilian Gritzner (* 29. Juli 1843 in Sorau; † 10. Juli 1902 in Steglitz; vollständiger Name: Adolph Maximilian Ferdinand Gritzner) war ein deutscher Heraldiker und Kenner der Phaleristik, der Ordenskunde. Als Geheimrat im Berliner Innenministerium war er für Geschlechts- und Gemeindewappen im wilhelminischen Preußen verantwortlich.

## Herkunft
Sein Vater war der Rechtsanwalt und Notar Adolf Gritzner (1810–1859), seine Mutter dessen Ehefrau Friederike von Dresky (1821–1878), eine Tochter des preußischen Majors Ferdinand von Dresky und der Charlotte von Conring (1794–1830).

## Leben
Nach seinem Abitur ging er zum 1862 zum Militär. Er zog 1866 als Premierleutnant in den Deutschen Krieg und wurde bei Königgrätz schwer verwundet, sodass ihm ein Bein amputiert werden musste. 1867 wurde er aus dem aktiven Dienst entlassen, er war noch kurz im Ersatzheer und 1870/71 im Heimatkriegsdienst. Ab 1872 kam er in das preußische Innenministerium, wo er ab 1875 in dessen Bibliothek tätig war. Er wurde dort königlich-preußischer Kanzleirat.
Der Heraldiker Bruno Bernhard Heim nennt Gritzner denjenigen, der im Jahre 1889 die „definitive Terminologie der deutschen Heraldik“ festgelegt hat. Gritzner publizierte 1893 ein Handbuch der Ritter- und Verdienstorden und war als Preußischer Herold für die Enttarnung einiger Hochstapler, die sich selbst nobilitiert hatten, verantwortlich. Auch zeichnete Gritzner für die Überarbeitung mehrerer Bände des Großen Wappenbuches von Johann Siebmacher verantwortlich.
Gritzner lebte in der Grunewaldstraße 20 im heutigen Berliner Ortsteil Steglitz. Er wurde auf dem Friedhof Steglitz bestattet. Die Gritznerstraße und eine Schule wurden nach ihm benannt.

## Familie
Er heiratete 1870 in Berlin Clara Helling (* 1849), Tochter des Regierungsgeometers Friedrich Helling und der Marie Küß. Das Paar hatte vier Söhne und drei Töchter. Sein Sohn Erich Gritzner wurde ein bekannter deutscher Heraldiker, Archivar und letzter königlich-sächsischer Heroldsmeister. Sowohl Maximilian Gritzner (Ehrenmitglied 1883) als auch sein Sohn Erich Gritzner waren Mitglieder der Burschenschaft Roter Löwe Leipzig.

## Werke (Auswahl)
- (mit Adolf Matthias Hildebrandt) Wappenalbum der gräflichen Familien Deutschlands und Österreich-Ungarns. Weigel, Leipzig 1885–1890 (Digitalisat)
  - Band	1: Wappentafel 1–209 nebst Text, A–D (Digitalisat)
  - Band	2: Wappentafel 210–384 nebst Text, E–K (Digitalisat)
  - Band	3: Wappentafel 385–585 nebst Text, L–R (Digitalisat)
  - Band	4: Wappentafel 586–700 nebst Text, S–Z (Digitalisat)
- Der Adel des Grossherzogtums Oldenburg. Bauer & Raspe, Nuernberg 1872 (Digitalisat)
- Briefadel in Preußen. 1873.
- Chronologische Matrikel der Brandenburgisch-Preußischen Standeserhöhungen und Gnadenacte von 1600–1873. Mitscher & Roestell, Berlin 1874 (Digitalisat); (Digitalisat)
- Flaggen und Banner. Bauer & Raspe, Nuernberg 1878 (Digitalisat)
- Bayerisches Adels-Repertorium der letzten drei Jahrhunderte, nach amtlichen Quellen gesammelt und zusammengestellt. C. A. Starke, Görlitz 1880.
- Standes-Erhebungen und Gnaden-Acte deutscher Landesfürsten während der letzten drei Jahrhunderte. 2 Bde., C. A. Starke, Görlitz 1880/1881 (Digitalisat)
  - Band	1: Anhalt bis Bayern (Digitalisat)
  - Band	2: Braunschweig bis Württemberg (Digitalisat)
- Grundsätze der Wappenkunst, verbunden mit einem Handbuch der heraldischen Terminologie. Bauer & Raspe, Nürnberg 1889–1890 (Digitalisat; Nachdruck unter dem Titel Großes und allgemeines Wappenbuch. Bremen 2012.)
- Amyntha. Ein Rheinischer Sang. Elischer Nachf., Leipzig 1892.
- Handbuch der heraldischen Terminologie in zwölf (germanischen und romanischen) Zungen. Bauer & Raspe, Nürnberg 1890.
- Handbuch der Ritter- und Verdienstorden aller Kulturstaaten der Welt innerhalb des XIX. Jahrhunderts. Leipzig 1893 (Digitalisat im Internet Archive); Nachdruck: Reprint-Verlag, Holzminden 2000, ISBN 3-8262-0705-X (Titel: Handbuch der Ritter- und Verdienstorden aller Kulturstaaten der Welt).
- Handbuch der im Deutschen Reiche, in Oesterreich-Ungarn, Dänemark, Schweden und den russischen Ostseeprovinzen bestehenden Damen-Stifter und im Range gleichstehender Wohlthätigkeitsanstalten, nebst den Ordenszeichen der Ersteren. Keller, Frankfurt a. M. 1893.
- Die altpreussischen aufgehobenen Dom-Kollegiate, deren innere Verfassung und ihre Orden und Ehrenzeichen. Biblio, Osnabrück 1987, ISBN 3-7648-1073-4.